# أروكاريا متغايرة الأوراق
أروكاريا متغايرة الأوراق أو شجرة عيد الميلاد (الاسم العلمي:Araucaria heterophylla) هي نوع من النباتات يتبع جنس الأروكاريا من الفصيلة الأروكارية. وهي شجرة مستديمة الخضرة بطيئة النمو مخروطية الشكل وتعد من الأشجار غالية الثمن. أوراق الشجرة مبرومة ورفيعة وتمتد أفرع الشجرة على شكل طبقات أفقية تزرع في الحدائق منفردة لجمالها، كما يمكن زراعتها كنبات زينة داخلي حيث أنها تتحمل الظل، لكنها لا تتحمل الصقيع ولا الرياح ولا الجفاف تستخدم كشجرة زينة في أعياد رأس السنة المسيحية.

## معرض صور

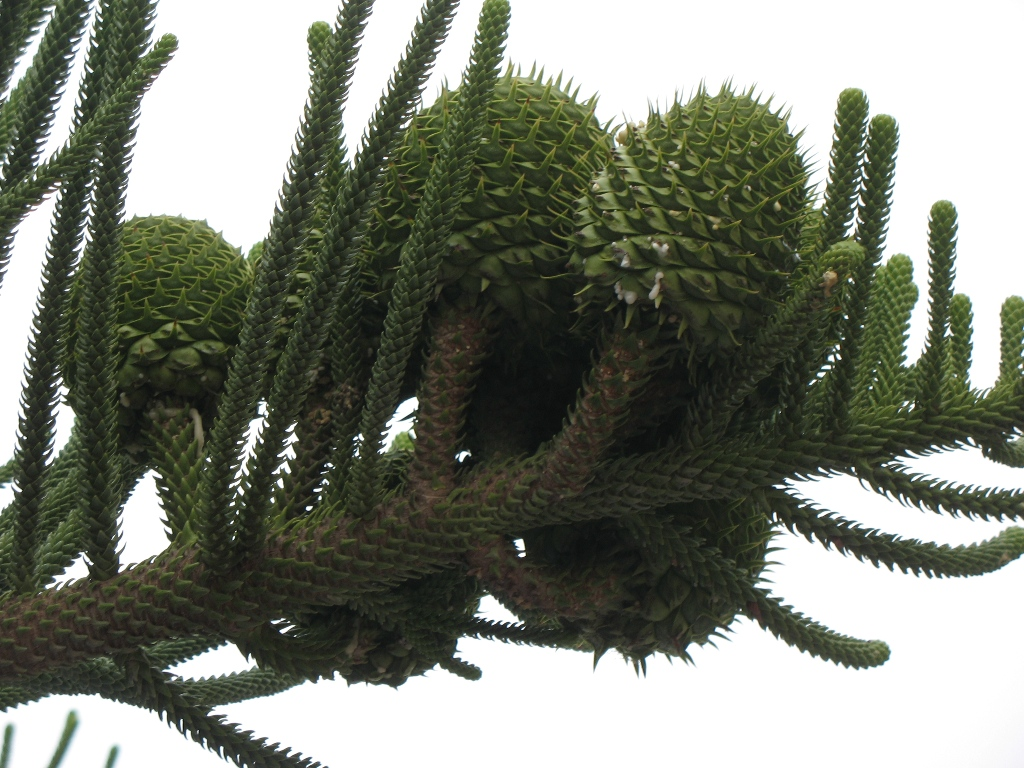
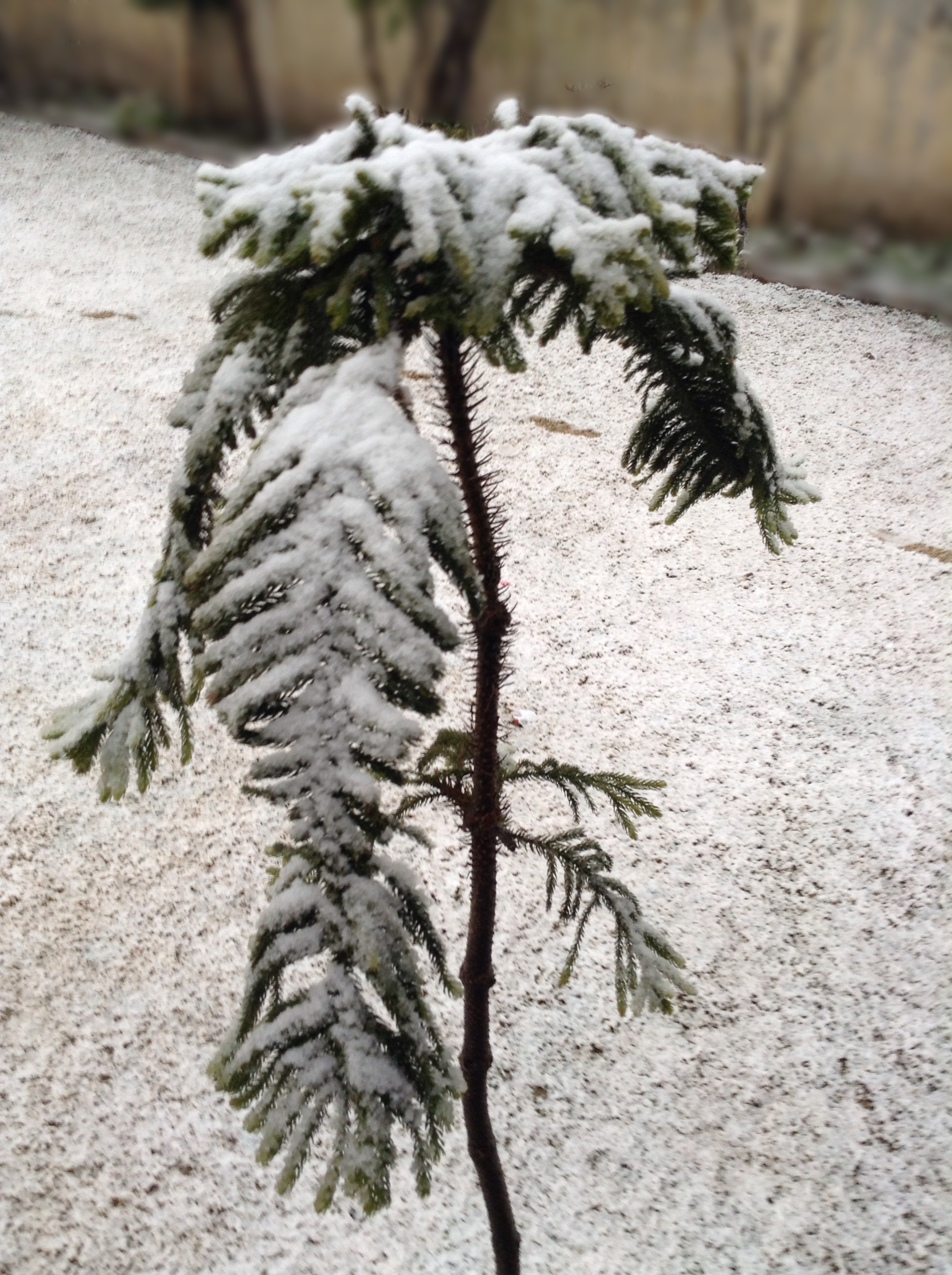
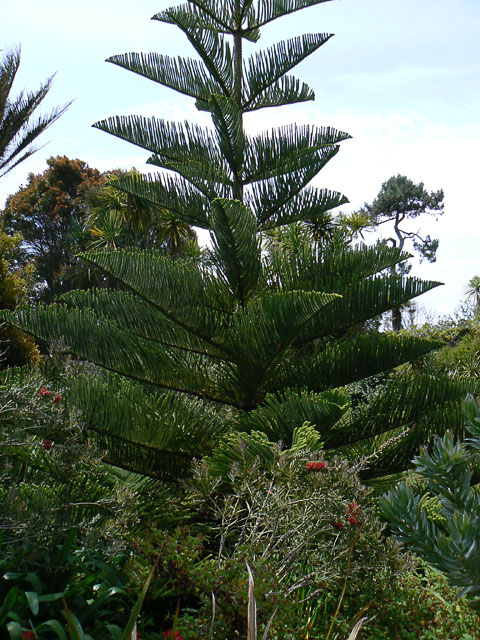
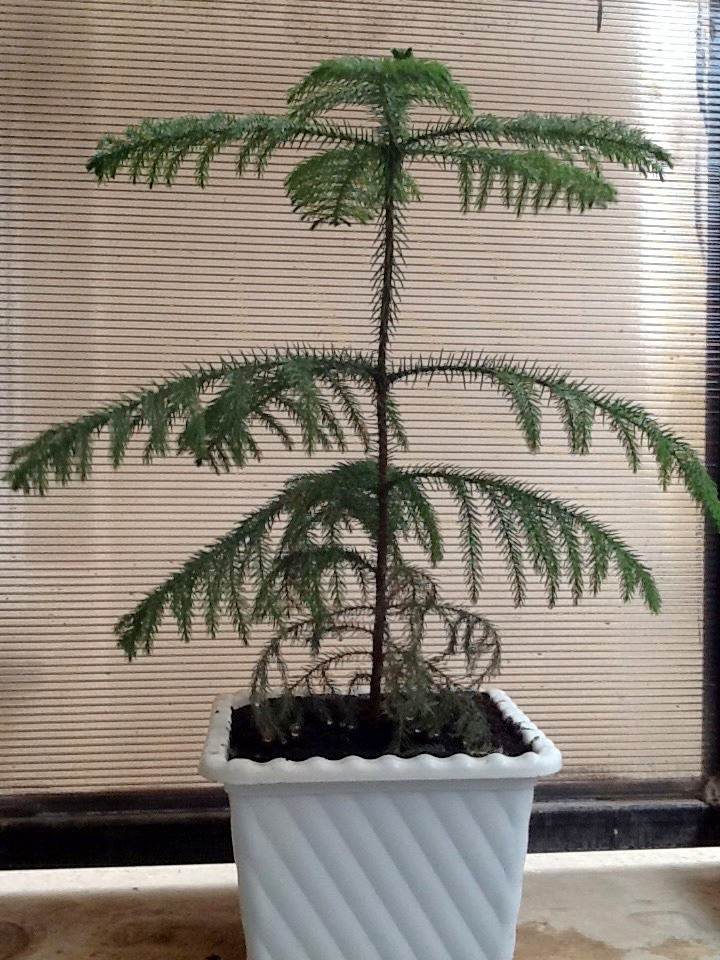
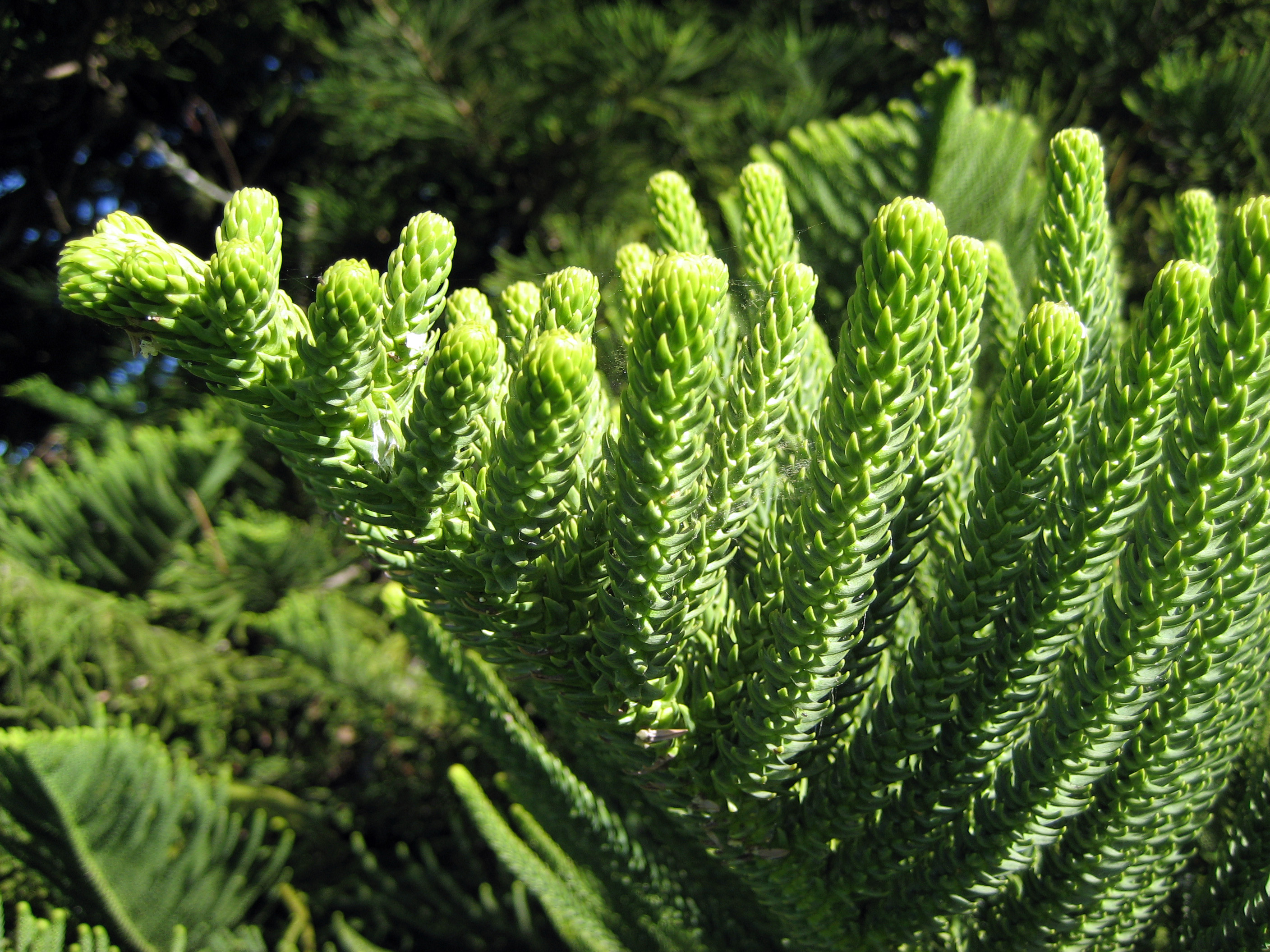

## التكاثر
تتكاثر بالبذرة والترقيد.